# Panificio

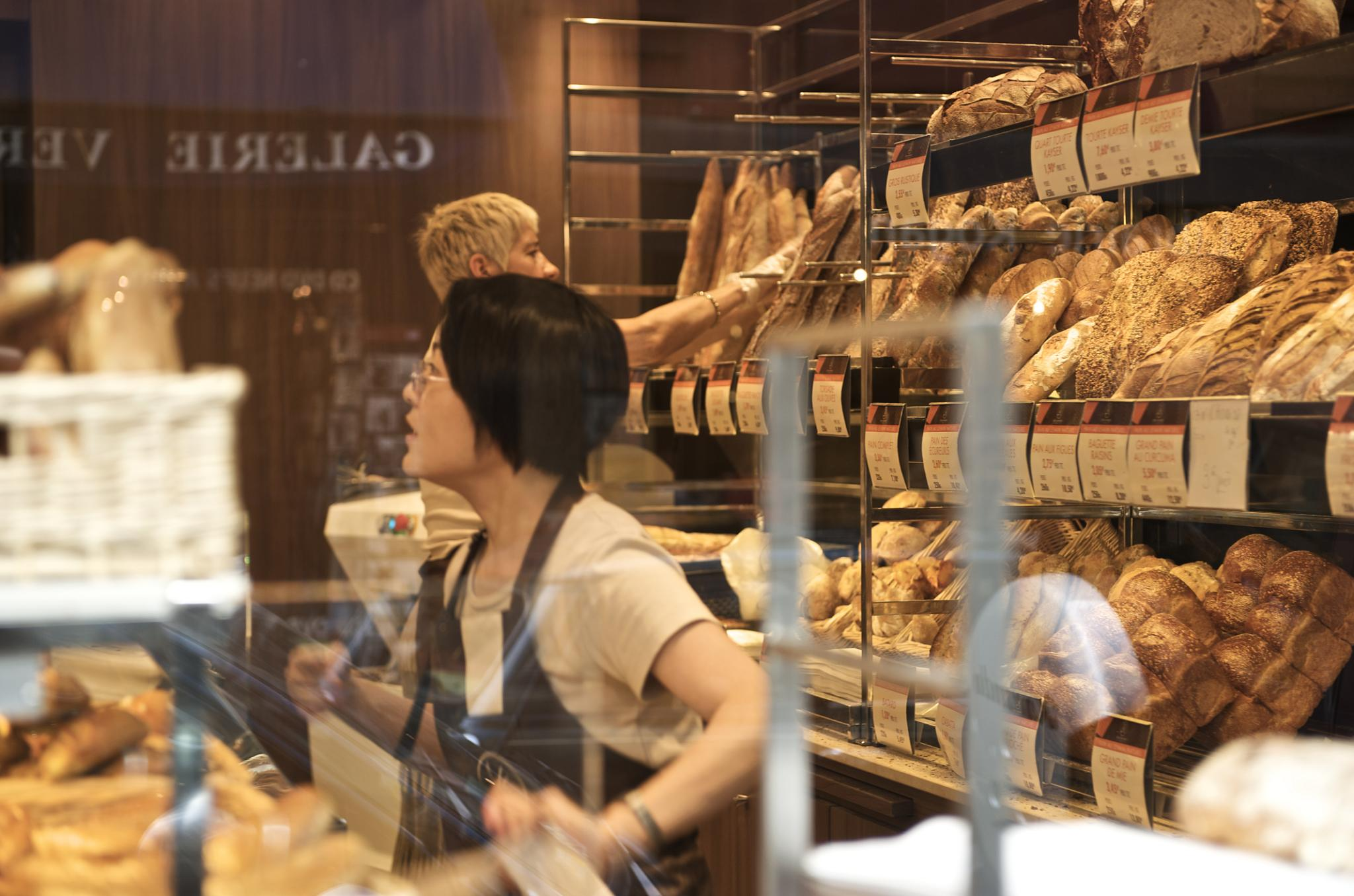
Retrobanco di un panificio a Parigi

Il panificio  è il singolo laboratorio dedicato alla produzione completa del pane, ed alla sua vendita diretta al pubblico.
Per produzione si intende, in dettaglio, la dosatura degli ingredienti, l'impastatura, la lievitazione e la cottura del pane.
Non possono pertanto essere definiti panifici le strutture che attendono solo ad una parte di queste operazioni, ad esempio che provvedono alla sola impastatura, alla sola cottura o alla sola vendita del prodotto. Per tali esercizi si dovrebbero usare, rispettivamente, i termini di "laboratorio di produzione", "forno" e "panetteria".

## Storia[2][3][4][5]
L'accezione completa del termine panificio fa riferimento alle tecniche moderne di panificazione, un'attività sviluppatasi non solo in relazione al miglioramento della tecnologia e della tecnica, ma anche attraverso l'esperienza dei popoli, a partire da una lavorazione semplice e più elementare. Pertanto la storia delle panetterie, dei panettieri e quella dello sviluppo della panificazione sono estremamente legate.
Le prime testimonianze di quest'attività sono riconducibili all'antico Egitto attorno al 3500 a.C., dove il lavoro di fornaio era una vera e propria professione. Sono numerose le pitture parietali che raffigurano infatti la cottura del pane o la raccolta del grano, come quelle dell'aratura nella Tomba di Sennedjen.
Ma gli egizi non furono l'unico popolo antico dedito alla panificazione: nell'antica Grecia il culto della dea Demetra sottolinea l'importanza del raccolto, in qualità di divinità del grano e dell'agricoltura. Moltissimi erano i tipi di pane, diversi i loro nomi, le loro forme, a seconda dei loro cereali e della loro destinazione. In più si deve proprio ai Greci l'introduzione dei primi forni pubblici e delle associazioni di panificatori con determinate regole di lavoro.

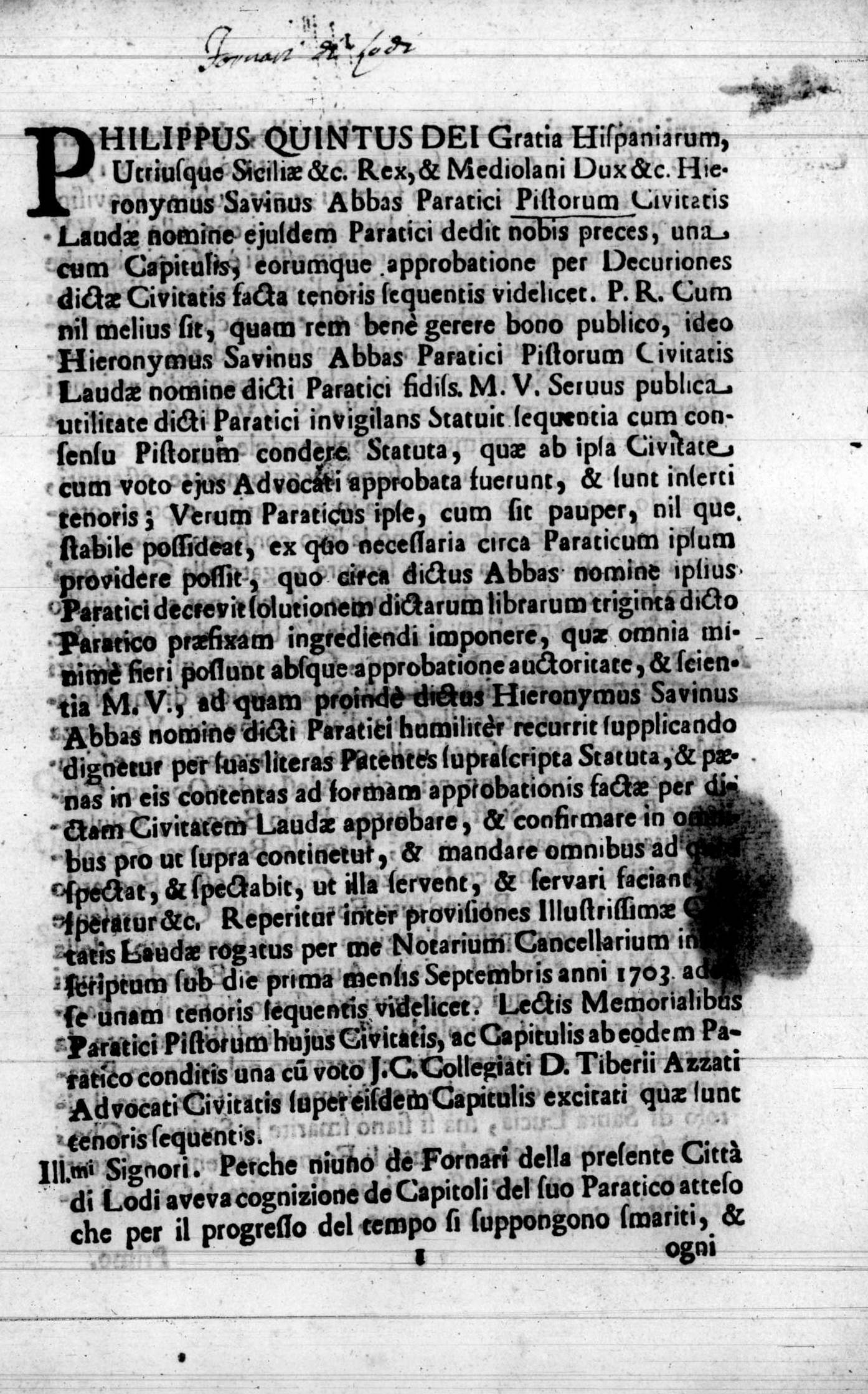
Statuto del paratico dei fornai di Lodi

Successivamente, nel II secolo a.C., a seguito della conquista romana della Grecia, la professione dei fornai, prediletta dai liberti greci, comparve anche a Roma. Tra le importanti modernizzazioni tecnologiche romane, si deve a Vitruvio la sostituzione della macina a pietra a funzionamento manuale con il mulino ad acqua. Nell'Età Augustea la panificazione divenne poi un servizio pubblico.
A seguito delle invasioni barbariche però quest'attività fu limitata all'ambito domestico, finché nell'età feudale non cominciò a fruttare ai signorotti: è nel Medioevo che il procedimento di panificazione diviene più elaborato, e si prediligono l'abburattamento, fase in cui crusca e farina venivano separate con uno strumento detto buratto, la lievitazione e l'asciugatura.
Nel Rinascimento i fornai delle corporazioni, associazioni che limitavano i privilegi dei lavoratori, venivano sorvegliati sempre più. Le estreme condizioni della crisi seicentesca condussero a carestie dilaganti, all'aumento dei prezzi dei cereali e del pane e ad assalti ai forni, come ad esempio quello milanese del 1628 descritto da Alessandro Manzoni nei Promessi Sposi; la crisi condusse durante il 1570 ad una "politica del pane" che impose ulteriori limitazioni ai panettieri, come l'utilizzo di un determinato quantitativo d'acqua.
Durante il XVII e il XVIII secolo si diffuse la fermentazione del pane e l'utilizzo del lievito di birra. La svolta nel settore della panificazione avvenne nel XVIII secolo con la creazione delle impastatrici meccaniche e dei forni non più a legna ma elettrici; ma non solo: nella prima metà del XIX secolo la commercializzazione dei lieviti chimici avviò la panificazione verso la produzione industriale di massa.

## Configurazione delle panetterie
I forni delle panetterie hanno una configurazione molto simile a quelli medioevali, con una nicchia e uno sportello di chiusura; le dimensioni erano però limitate, al massimo fino ad una capacità di 80 kg di impasto. Venivano però costruiti attenendosi a norme di sicurezza in maniera tale da evitare gli incendi. Il riscaldamento avveniva mediante un focolare a legna interno al forno.
Tra gli strumenti fondamentali ci sono la madia, un bancone rettangolare destinato all'impasto, il paiolo, una pentola contenente l'acqua per l'impasto, e le pale da forno; i tavoli lunghi sono indispensabili per far riposare i panetti.